# 萊爾斯維爾鎮區 (北卡羅萊納州安森縣)
萊爾斯維爾鎮區（英語：Lilesville Township）是位於美國北卡羅萊納州安森縣的一個鎮區。

## 地方資料
萊爾斯維爾鎮區的面積為279.78平方千米，皆為陸地。根據2020年美國人口普查的數據，當地共有人口2864人，而人口密度為每平方千米10.24人。